# Victor Antoine Signoret

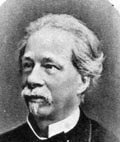
Victor Antoine Signoret

Victor Antoine Signoret (* 6. April 1816 in Paris; † 3. April 1889 ebenda) war ein französischer Entomologe.

## Leben und Wirken
Signoret studierte Medizin und Pharmazie und wurde 1845 in Montpellier mit einer Dissertation über Arsenik promoviert (De l'Arsenic considéré sous ses divers points de vue). Er war hauptberuflich Pharmazeut und sammelte auf Reisen in Europa und Kleinasien Insekten, wobei er sich auf Käfer und Schnabelkerfen (Hemiptera) spezialisierte, insbesondere war er Experte für Schildläuse. Seine Sammlung befindet sich im Naturhistorischen Museum Wien.
Von ihm stammen einige Erstbeschreibungen, zum Beispiel aus seiner Beschreibung von Hemipteren aus Madagaskar (1860). Er galt als einer der ersten wirklichen Experten für Hemipteren. Mehrere Arten sind nach ihm benannt.
Außer über Entomologie publizierte er auch über Pharmazie.

## Mitgliedschaften und Ehrungen
Er war Mitglied der französischen entomologischen Gesellschaft (und deren Präsident) und Ehrenmitglied der Entomological Society of London. 1842 wurde Signoret von Eduardo Carreño (1819–1842) als Mitglied Nummer 249 der Société Cuvierienne vorgestellt.